# Helmut Zielinski
Helmut Reinhold Zielinski (* 25. April 1944 in Paderborn; † 24. Dezember 2017) war ein deutscher Geistlicher, römisch-katholischer Theologe und Professor für Moraltheologie und Ethik. Er war zuletzt am Priesterseminar im Bistum Chosica in Peru tätig, dort auch Botschafter des Souveränen Malteserordens. In Deutschland trug er wesentlich zur Entstehung der Palliativmedizin und der Hospizbewegung bei.

## Leben und Wirken
Helmut Zielinski studierte 1966 katholische Theologie an der damaligen Ordenshochschule der Dominikaner in Walberberg sowie in Köln und Bonn und spezialisierte sich auf Moraltheologie und Ethik. Nach der Priesterweihe in Cambridge war er von 1970 bis 1975 Doktorand an der University of Cambridge und promovierte dort 1974 mit einer Dissertation zur Euthanasie im Lichte der Ereignisse von 1939 bis 1945 in Deutschland.
Von 1975 bis 1983 war er Leiter der Klinikseelsorge und Lehrbeauftragter für Medizinethik an der Heinrich-Heine-Universität Düsseldorf. Von 1983 bis 1989 forschte er an der Universität zu Köln und initiierte mit dem Chirurgen Heinz Pichlmaier und Mildred Scheel maßgeblich die Hospizbewegung sowie die Schmerz- und Palliativtherapie in Deutschland. Die erste Palliativstation in Deutschland wurde 1983 in Köln nach Plänen von ihm, Heinz Pichlmaier und Ingeborg Jonen-Thielemann eingerichtet und gilt als Vorreitermodell für nachfolgende Einrichtungen.
1980 gründete Zielinski die Arbeitsgemeinschaft für Medizinische Ethik und Gesellschaftsbildung (AMEG) in Köln und war von 1980 bis 1989 Herausgeber der Prüfsteine medizinischer Ethik, einer Reihe von Dokumentationen zur medizinischen Ethik.
Zielinski unterstützte das Modell der Sterbephasen von Elisabeth Kübler-Ross, betonte aber stärker die Bedeutung der religiösen Bedürfnisse Sterbender und von Gesprächen über den Sinn des Lebens und das Leben nach dem Tod.
1989 ging er als Seelsorger und offizieller Botschafter des Souveränen Malteserordens nach Peru. Er gründete Malteser Brasil und Malteser Peru. Er wirkte dort als Priester in den Armenvierteln Limas, den Pueblos jóvenes (Ate Vitarte, Lima Ost), und war Gesandter an der Botschaft des Ordens in Lima sowie Ökonom der Diözese Chosica. Außerdem lehrte er als Professor für Moraltheologie und Ethik am Priesterseminar in Lurigancho-Chosica. Er hielt weiterhin Kontakt nach Deutschland.
Helmut Zielinski starb nach langer Krankheit im Dezember 2017 im Alter von 73 Jahren.

## Mitgliedschaften
- Seit 1966 Mitglied der Katholischen Deutschen Studentenverbindung Ripuaria Bonn
- Bandinhaber der Katholischen Deutschen Studentenverbindung Burgundia (Leipzig) Düsseldorf
- Konventualkaplan ad honorem des Souveränen Malteser Ritterordens

## Ehrungen
- Ernennung zum Päpstlichen Ehrenkaplan (Monsignore)[6]

## Schriften
- Euthanasia in the light of the events of 1939 – 45 in Germany. Dissertation Cambridge University 1974. 2. Auflage in der Reihe Prüfsteine medizinischer Ethik, Band X. Arbeitsgemeinschaft für Medizinische Ethik und Gesellschaftsbildung (AMEG), Grevenbroich 1988
- Wo Schmerzen ihre Schrecken verlieren: ein Modell der palliativen Therapie. Matthias-Grünewald-Verlag, Mainz 1988, ISBN 978-3-7867-1335-7.
- Palliative Therapie und Hospizbewegung in der Bundesrepublik Deutschland. Dadder, Saarbrücken-Scheidt 1993, ISBN 978-3-926406-75-0.
- (als Herausgeber): Ist dir überhaupt klar, daß ich AIDS habe? Briefe eines HIV-Positiven.  Matthias-Grünewald-Verlag, Mainz 1989